# Jaberg
Jaberg (toponimo tedesco) è un comune svizzero di 270 abitanti del Canton Berna, nella regione di Berna-Altipiano svizzero (circondario di Berna-Altipiano svizzero).

## Storia
Dal suo territorio nel 1948 è stata scorporata la località di Stoffelsrüti, assegnata al comune di Noflen.

## Società

### Evoluzione demografica
L'evoluzione demografica è riportata nella seguente tabella:
Abitanti censiti

## Geografia antropica

### Frazioni e quartieri
- Auetliweg
- Burgacker
- Hinter Jaberg
- Fliederweg
- Vorder Jaberg

## Amministrazione
Ogni famiglia originaria del luogo fa parte del cosiddetto comune patriziale e ha la responsabilità della manutenzione di ogni bene ricadente all'interno dei confini del comune.